# Dorota Łosiewicz
Dorota Łosiewicz (ur. 5 listopada 1978) – polska dziennikarka telewizyjna oraz prasowa, scenarzystka i publicystka.

## Życiorys
Absolwentka politologii na Uniwersytecie Kardynała Stefana Wyszyńskiego i integracji europejskiej na Wydziale Stosunków Międzynarodowych Uniwersytetu Warszawskiego.
Od 1999 do 2003 reporterka w Redakcji Międzynarodowej TVP1. Od stycznia 2004 do kwietnia 2012 współpracowała z dziennikiem „Fakt”, w którym była wiceszefową działu Opinie i prowadziła cotygodniową rubrykę. W 2013 została redaktor naczelną portalu wsumie.pl, współpracuje również z portalem WPolityce.pl. Regularnie publikuje także w tygodniku „Sieci”. W latach 2016–2023 była jedną ze współprowadzących program W tyle wizji w TVP Info oraz jedną z prowadzących Kwadrans Polityczny w TVP1. W styczniu 2024 została jednym z prowadzących program publicystyczny Polityka na deser, nadawanego w telewizji wPolsce.pl.
Współautorka wywiadu-rzeki z Martą Kaczyńską pt. Moi Rodzice, a także książek Cuda nasze powszednie i Życie jest cudem. Tworzy także scenariusze.
W 2024 roku została prawomocnie skazana przez Sąd Okręgowy w Warszawie na karę 5000 złotych grzywny za zniesławienie Arkadiusza Szczurka na antenie telewizji TVP Info.

### Życie prywatne
Mężatka, matka czwórki dzieci. Jest katoliczką, przeszła na katolicyzm pod wpływem męża. Publicznie opowiada o swoich doświadczeniach z religią i macierzyństwem.